# 1883 en sport
Cet article présente les faits marquants de l'année 1883 en sport.

## Athlétisme
- 8e édition du championnat britannique de cross-country à Roehampton. George Dunning s’impose en individuel ; Moseley Harriers enlève le titre par équipe.
- 4e édition des championnats AAA d'athlétisme de Grande-Bretagne.
  - James Cowie remporte le 100 yards et le 440 yards.
  - William Birkett le 880 yards.
  - William Snook le mile, le 4 miles et le 10 miles.
  - Thomas Thornton le steeplechase.
  - Samuel Palmer le 120 yards haies.
  - John Parsons le saut en hauteur (1,83 m) et le saut en longueur (7,01 m).
  - HJ Cobbold le saut à la perche (2,89 m).
  - L’Irlandais Owen harte le lancer du poids (12,52 m).
  - John Gruer le lancer du marteau (29,26 m).
  - Henry Whyatt le 7 miles marche.
- 8e édition des championnats d'athlétisme des États-Unis.
  - Arthur Waldron remporte le 100 yards.
  - Henry Brooks le 200 yards.
  - Lon Myers le 440 yards.
  - Tom Murphy le 880 yards.
  - Harry Fredericks le mile.
  - Tom Delaney le 5 miles.
  - Silas Safford le 120 yards haies.
  - Malcolm Webster Ford (en) le saut en hauteur (1,74 m).
  - Hugh Baxter le saut à la perche (2,92 m).
  - Malcolm Webster Ford (en) le saut en longueur (6,59 m).
  - Frank Lambrecht le lancer du poids (13,10 m).
  - Wilson Coudon le lancer du marteau (28,62 m).
- 13 décembre : fondation à Paris du club omnisports du Stade français.

## Aviron
- 15 mars : The Boat Race entre les équipes universitaires d'Oxford et de Cambridge. Oxford s'impose[1].
- 28 juin : régate universitaire entre Harvard et Yale. Harvard s'impose[2].

## Baseball
- 27 septembre : 8e édition aux États-Unis du championnat de baseball de la Ligue nationale. Les Boston Beaneaters s’imposent avec 63 victoires et 35 défaites.
- 28 septembre : 2e édition aux États-Unis du championnat de baseball de l'American Association (8 clubs). Les Philadelphia Athletics (en) s’imposent avec 66 victoires et 32 défaites.

## Combiné nordique
- 3e édition de la Husebyrennet. Il s'agit d'une compétition annuelle ayant lieu à Ullern, près d'Oslo. L'épreuve, disputée sur un tremplin de 20 mètres et sur une piste de 4 kilomètres est remportée par Torjus Hemmestveit devant son frère Mikkjel.

## Cricket
- 30 décembre - 2 janvier : premier des quatre test matches de la tournée australienne de l’équipe anglaise de cricket. L’Australie bat l’Angleterre par 9 wickets.
- 19 - 22 janvier : 2e des quatre test matches de la tournée australienne de l’équipe anglaise de cricket. L’Angleterre bat l’Australie par 27 runs.
- 26 - 30 janvier : 3e des quatre test matches de la tournée australienne de l’équipe anglaise de cricket. L’Angleterre bat l’Australie par 69 runs. L’Angleterre remporte la série des Ashes 2-1 ; le 4e test match ne fait pas partie de la série.
- 17 - 21 février : 4e des quatre test matches de la tournée australienne de l’équipe anglaise de cricket. L’Australie bat l’Angleterre par 9 wickets.
- Le Nottinghamshire County Cricket Club est sacré champion en Angleterre[3].

## Cyclisme
- 24 mars : les Anglais organisent un Championnat du monde cycliste de résistance. De Civry s’impose.
- 4e édition de la course cycliste suisse, le Tour du lac Léman. Paul Bruel s’impose.

## Football
- 31 mars : 
  - finale de la 12e FA Challenge Cup (84 inscrits). Blackburn Olympic 2, Old Etonians 0 devant 8000 spectateurs au Kennington Oval.
  - à Glasgow (Hampden Park), finale de la 10e édition de la Coupe d'Écosse. Dumbarton et Vale of Leven, 2-2 devant 15 000 spectateurs. Finale à rejouer.
- 7 avril : à Glasgow (Hampden Park), finale de la 10e édition de la Coupe d'Écosse. Dumbarton bat Vale of Leven, 2-1 devant 12 000 spectateurs.
- Les ouvriers de l’usine de cycle Singer de Coventry fondent un club de football : Singers FC (futur Coventry City FC, en 1898

## Football australien
- Geelong Football Club remporte le championnat de la Victorian Football League.
- Norwood champion de South Australia. Est-Sydney champion de NSW.

## Golf
- 16 - 17 novembre : Willie Fernie remporte l'Open britannique à Musselburgh Links[4].

## Hockey sur gazon
- Fondation du Wimbledon Hockey Club qui modernise et standardise les règles du hockey sur gazon.

## Joute nautique
- J. Sauvaire (dit lou sup) remporte le Grand Prix de la Saint-Louis à Cette[5].

## Luge
- Première compétition organisée à Davos, en Suisse.

## Natation
- Fondation à Paris de l’ancêtre de la Fédération française de natation : la Société Française de Nantation.

## Rugby à XV
- 5 février : l’Angleterre bat l’Irlande à Rathmines.
- 3 mars : l’Angleterre bat l’Écosse à Édimbourg.

## Ski
- Fondation du premier club de ski : le Ski Club Christiana (Oslo).

## Sport hippique
- Angleterre : St-Blaise gagne le Derby d'Epsom[6].
- Angleterre : Zoedone gagne le Grand National[7].
- Irlande : Sylph gagne le Derby d'Irlande[8].
- France : Frontin gagne le Prix du Jockey Club[9].
- France : Verte bonne gagne le Prix de Diane[10].
- Australie : Martini-Henri gagne la Melbourne Cup[11].
- États-Unis : Leonatus gagne le Kentucky Derby[12].
- États-Unis : George Kinney gagne la Belmont Stakes[13].
- Inauguration de l’hippodrome de Colombes, futur stade olympique de Colombes.

## Tennis
- 7 - 16 juillet : 7e édition du Tournoi de Wimbledon. Le Britannique William Renshaw s’impose en simple hommes.
- 21 - 24 août : 3e édition du championnat des États-Unis. L’Américain Richard Sears s’impose en simple hommes. Le double messieurs est remporté par la paire Richard Sears et James Dwight contre Arthur Newbold et Alexander Van Rensselaer sur le score 6-0, 6-2, 6-2.

## Naissances
| - 1er janvier : Alberto Barberis, footballeur italien. († 8 avril 1976). - 6 janvier : Frank Haller, boxeur américain. († 30 avril 1939). - 10 janvier : Oscar Goerke, cycliste sur piste américain. († 12 décembre 1934). - 13 janvier : Nate Cartmell, athlète de sprint américain. († 23 août 1967). - 15 janvier : Lucien Pothier, cycliste sur route français. († 29 avril 1957). - 18 janvier : George Oliver, golfeur américain. († 20 août 1965). - 23 janvier : Gaston Lane, joueur de rugby à XV français. († 23 septembre 1914). - 27 janvier : Bok de Korver, footballeur néerlandais. († 22 octobre 1957). - 28 janvier : Maurice Brocco, cycliste sur route français. († 26 juin 1965). - 31 janvier : Arthur Newton, athlète de fond américain. († 19 juillet 1950). - 6 février : Louis Darragon, cycliste sur piste français. († 28 avril 1918). - 7 février : Fred Shinton, footballeur anglais. († 11 avril 1923). - 1er mars : Arthur Pasquier, cycliste sur route français. († 7 décembre 1963). - 11 mars : Charles Bilot, footballeur français. († 17 septembre 1912). - 18 mars : Vincenzo Florio, pilote automobile et industriel italien. († 6 janvier 1959). - 23 mars : Alberto Braglia, gymnaste italien. († 5 février 1954). - 6 avril : Charlie Roberts, footballeur anglais. († 7 août 1939). - 12 avril : Dally Messenger, joueur de rugby à XV et à XIII australien puis néo-zélandais. († 24 novembre 1959). - 14 avril : Louis Bach, footballeur français. († 16 septembre 1914). - 29 avril : Harold Stapley, footballeur anglais. († 29 avril 1937). - 1er mai : Karel Heijting, footballeur néerlandais. († 1er août 1951). - 2 mai : Alessandro Cagno, pilote de course automobile italien. († 23 décembre 1971). - 10 mai : Victor Johnson, cycliste sur piste britannique. († 23 juin 1951). - 20 mai : Charles Cruchon, cycliste sur route français. († 28 février 1956). - 23 mai : Alphonse Massé, joueur de rugby à XV français. († 10 juin 1953). - 26 mai : Archibald Corble, escrimeur britannique. († 22 janvier 1944). - 30 mai : Sandy Pearce, joueur de rugby à XIII australien. († 14 novembre 1930). - 2 juin : Henri Stoffel, pilote de courses automobile français. († 16 octobre 1972). - 12 juin : Fernand Gonder, athlète de saut à la perche français. († 10 mars 1969). - 15 juin : Henri Delaunay, dirigeant de football français. († 9 novembre 1955). - 24 juin : William Verner, athlète de demi-fond américain. († 1er juillet 1966). - 30 juin : Johan Olin, lutteur de gréco-romaine finlandais. († 3 décembre 1928). - 7 juillet : Albert Clément, pilote de courses automobile français. († 17 mai 1907). - 13 juillet : Edgard Poelmans, footballeur belge. († 14 décembre 1932). - 18 juillet : Edith Dorothy Holman, joueuse de tennis britannique. († ? 1968). - 29 juillet : Fred Pentland, footballeur puis entraîneur anglais. († 16 mars 1962). - 31 juillet : Ramón Fonst, épéiste et fleurettiste cubain. († 9 septembre 1959). |  | - 16 août : Joseph Verlet, footballeur français. († 22 juillet 1924). - 23 août : Jesse Pennington, footballeur anglais. († 5 septembre 1970). - 26 août : Sam Hardy, footballeur anglais. († 24 octobre 1966). - 5 septembre : Mel Sheppard, athlète de demi-fond américain. († 4 janvier 1942). - 11 septembre : Émile Sartorius, footballeur français. († ? novembre 1933). - 12 septembre : Walter Rütt, cycliste sur piste allemand. († 23 juin 1964). - 13 septembre : LeRoy Samse, athlète de sauts américain. († 1er mai 1956). - 22 septembre : Silas Griffis, hockeyeur sur glace puis golfeur et joueur de baseball canadien. († 9 juillet 1950). - 24 septembre : Lawson Robertson, athlète de sprint, de sauts puis entraîneur américain. († 22 janvier 1951). - ? septembre : Jack Parkinson, footballeur anglais. († 13 septembre 1942). - 16 octobre : Marty Walsh, hockeyeur sur glace canadien. († 27 mars 1915). - 17 octobre : Thaddeus Shideler, athlète de haies américain. († 22 juin 1966). - 18 octobre : Georges Deydier, pilote de courses automobile français. († ?). - 21 octobre : Ernie Russell, hockeyeur sur glace canadien. († 23 février 1963). - 26 octobre : Paul Pilgrim, athlète sprint et de fond américain. († 8 janvier 1958). - 31 octobre : Anthony Wilding, joueur de tennis néo-zélandais. († 9 mai 1915). - 5 novembre : Lou Otten, footballeur néerlandais. († 7 novembre 1946). - 12 novembre : Justin Vialaret, footballeur français. († 30 septembre 1916). - 16 novembre : Emil Breitkreutz, athlète de demi-fond américain. († 3 mai 1972). - 17 novembre : Erik Granfelt, gymnaste et footballeur suédois. († 18 février 1962). - 1er décembre : Luigi Ganna, cycliste sur route italien. († 2 octobre 1957). - 2 décembre : Raoul Caudron, entraîneur de football français. Sélectionneur de l'équipe de France. († 1er juin 1958). - 7 décembre : Gaston Barreau, footballeur puis entraîneur français. († 11 juin 1958). - 14 décembre : Morihei Ueshiba, inventeur de l'Aïkido japonais. († 26 avril 1969). - 15 décembre : Gioacchino Armano, footballeur italien. († 9 décembre 1965). - 16 décembre : Cyrille Van Hauwaert, cycliste sur route belge. († 15 février 1974). - 21 décembre : Georges Bayrou, footballeur puis dirigeant sportif français. († 5 décembre 1953). - 23 décembre : Arthur Vanderstuyft, cycliste sur route belge. († 6 mai 1956). - 26 décembre : Alec McNair, footballeur écossais. († 18 novembre 1951). - 29 décembre : Harry Smith, hockeyeur sur glace canadien. († 6 mai 1953). - ? Dick Allman, footballeur anglais. († ? 1943). |

## Décès
- 4 mars : John Graham Chambers, 40 ans, sportif gallois. Codificateur des règles de la boxe anglaise. (° 12 février 1843).
- 24 juillet : Matthew Webb, 35 ans, nageur anglais. 1er auteur du record de la Traversée de la Manche à la nage. (° 19 janvier 1847).